# David Vann
Pour les articles homonymes, voir Vann.
Œuvres principales
Sukkwan Island
David Vann, né le 19 octobre 1966 sur l'île Adak en Alaska, est un écrivain américain.

## Biographie
Les plus notables de ses écrits sont A Mile Down : The True Story of a Disastrous Career at Sea et le recueil de nouvelles, Legend of a Suicide (inspiré par le suicide de son père).
Pendant dix ans, David Vann travaille à l'écriture d'un premier roman avant de rédiger en dix-sept jours, lors d'un voyage en mer, le livre qui deviendra Sukkwan Island. Pendant douze ans, il cherche sans succès à se faire publier aux États-Unis : aucun agent n'accepte de soumettre le manuscrit, jugé trop noir, à un éditeur. Ses difficultés à faire publier son livre le conduisent vers la mer : il gagne alors sa vie en naviguant pendant plusieurs années dans les Caraïbes et en Méditerranée.
Après avoir traversé les États-Unis en char à voile et parcouru plus de 40 000 milles sur les océans, il échoue lors de sa tentative de tour du monde en solitaire sur un trimaran qu'il a dessiné et construit lui-même. En 2005, il publie A mile down : The True Story of a Disastrous Career at Sea, récit de son propre naufrage dans les Caraïbes lors de son voyage de noces quelques années plus tôt.
Ce premier succès lui permet de gagner partiellement sa vie grâce à l'écriture et il commence à enseigner. Il propose alors Sukkwan Island à un concours de nouvelles qu'il remporte et, en guise de prix, voit son livre publié en 2008 aux Presses de l'Université du Massachusetts. L'ouvrage est tiré à 800 exemplaires, puis réimprimé à la suite de la parution d'une excellente critique dans le New York Times. Au total, ce sont pourtant moins de 3 000 exemplaires de cette édition qui sont distribués sur le marché américain.
En France, la maison d'éditions Gallmeister publie Sukkwan Island en janvier 2010. Le roman rencontre un fort succès critique et public (40 000 lecteurs en mars 2010) et reçoit le prix Médicis étranger en novembre 2010.
David Vann publie également dans les magazines suivants: The Atlantic Monthly, Esquire, Outside Magazine, Men's Journal et Writer's Digest. Ses textes sont notamment appréciés pour leur approche nouvelle de la masculinité.
Son second roman, Désolations est publié en France en septembre 2011.
David Vann enseigne un temps à l'université de San Francisco et à l'université d'York.
Il proteste contre le libre commerce des armes, les négligences de l'armée dans le suivi des centaines de milliers de vétérans présentant des troubles psychologiques graves et dangereux, le rôle néfaste de la NRA et du lobby des armes. Découragé par l'impossibilité d'agir contre le culte des armes et de la violence qui sévissent dans son pays, David Vann quitte les États-Unis.

## Œuvre traduite en français
- Sukkwan Island : roman (trad. de l'anglais), Trad. de Laura Derajinski, Paris, Éditions Gallmeister, 2010, 191 p. (ISBN 978-2-35178-030-5)- prix des lecteurs de L'Express 2010[7]
- prix des Lecteurs de la Maison du Livre de Rodez 2010[8]
- prix Médicis étranger 2010[9]
- prix du Marais 2011[10]
- Désolations : roman [« Caribou Island »] (trad. de l'anglais), Trad. de Laura Derajinski, Paris, Éditions Gallmeister, 2011, 296 p. (ISBN 978-2-35178-046-6)
- Impurs, [« Dirt »], trad. de Laura Derajinski, Paris, Éditions Gallmeister, 2013, 288 p.  (ISBN 978-2-35178-061-9)
- Dernier jour sur terre, [« Last Day On Earth: A Portrait of the NIU School Shooter »], trad. de Laura Derajinski, Paris, Éditions Gallmeister, 2014, 256 p.  (ISBN 978-2-351-78544-7)
- Goat Mountain, [« Goat Mountain »], trad. de Laura Derajinski, Paris, Éditions Gallmeister, 2014, 256 p.  (ISBN 978-2-351-78079-4)
- Aquarium, [« Aquarium »], trad. de Laura Derajinski, Paris, Éditions Gallmeister, 2016, 280 p.  (ISBN 978-2-351-78117-3)
- L’Obscure Clarté de l’air, [« Bright Air Black »], trad. de Laura Derajinski, Paris, Éditions Gallmeister, 2017  (ISBN 978-2-351-78125-8)
- Un poisson sur la Lune [« Halibut on the Moon »] (trad. de l'anglais par Laura Derajinski), Paris, Éditions Gallmeister, 2019 (ISBN 978-2-351-78126-5)
- Le Bleu au-delà, trad. de Laura Derajinski, Paris, Éditions Gallmeister, 2020  (ISBN 978-2-404-01185-1)
- Komodo (trad. Laura Derajinski), Paris, Éditions Gallmeister, 2021 (ISBN 9782351782521, OCLC 1243270529)
- La Contrée obscure (trad. Laura Derajinski), Paris, Éditions Gallmeister, 2023  (ISBN 978-2-35178-315-3)